# Oblężenie Konstantynopola (717–718)
Oblężenie Konstantynopola (717–718) – roczne oblężenie Konstantynopola przez armię kalifatu Umajjadów pomiędzy 15 sierpnia 717 a 15 sierpnia 718 roku, zakończone odstąpieniem wojsk arabskich od miasta.

## Przed bitwą
W roku 705 po dziesięcioletnim okresie wygnania władzę w Bizancjum z pomocą Bułgarów odzyskał wcześniej okrutnie okaleczony przez obcięcie nosa Justynian II. Teraz zaczął się on mścić na swoich rzeczywistych i wyimaginowanych przeciwnikach, a rozszerzanie rządów terroru pochłaniało go tak całkowicie, że zaniedbał on podstawowe sprawy państwa. Tymczasem Arabowie wykorzystali to osłabienie cesarstwa i jego pozbawionej w wyniku terroru najzdolniejszych oficerów armii i w roku 709 zdobyli Tyanę. Ich najazdy na Cylicję w latach 710 i 711 nie spotkały się właściwie z żadnym oporem. W tym właśnie roku Justynian został obalony przez nie mogących dłużej znieść jego rządów Bizantyjczyków, a cesarzem został Filipikos Bardanes. Panował on jednak jedynie dwa lata, po czym został obalony i cesarzem został Anastazjusz II, ponieważ Filipikos naraził się ludności popieraniem monofizytyzmu. Przez cały okres panowania Filipikosa Arabowie ponawiali swoje najazdy na Azję Mniejszą. Nowy cesarz próbował im się przeciwstawić i skoncentrował przeciwko nim armię, jej część jednak zbuntowała się przeciwko niemu i wprowadziła na tron Teodozjusza III. Ten jednak rychło został obalony przez stratega temu Anatolikon Leona III, który 25 marca 717 roku został koronowany na cesarza. Tak więc w ciągu 6 lat Bizancjum miało 4 cesarzy, a tymczasem Arabowie wykorzystując ten chaos zaczęli przygotowywać oblężenie Konstantynopola. Już latem 716 roku wojsko arabskie pod dowództwem brata kalifa Sulajmana, Maslamy ibn Abd al-Malika, zgromadziło się w Dabig w pobliżu Aleppo, przezimowało tam i wiosną ruszyło na stolicę Bizancjum, wkrótce zdobywając Pergamon.

## Bitwa

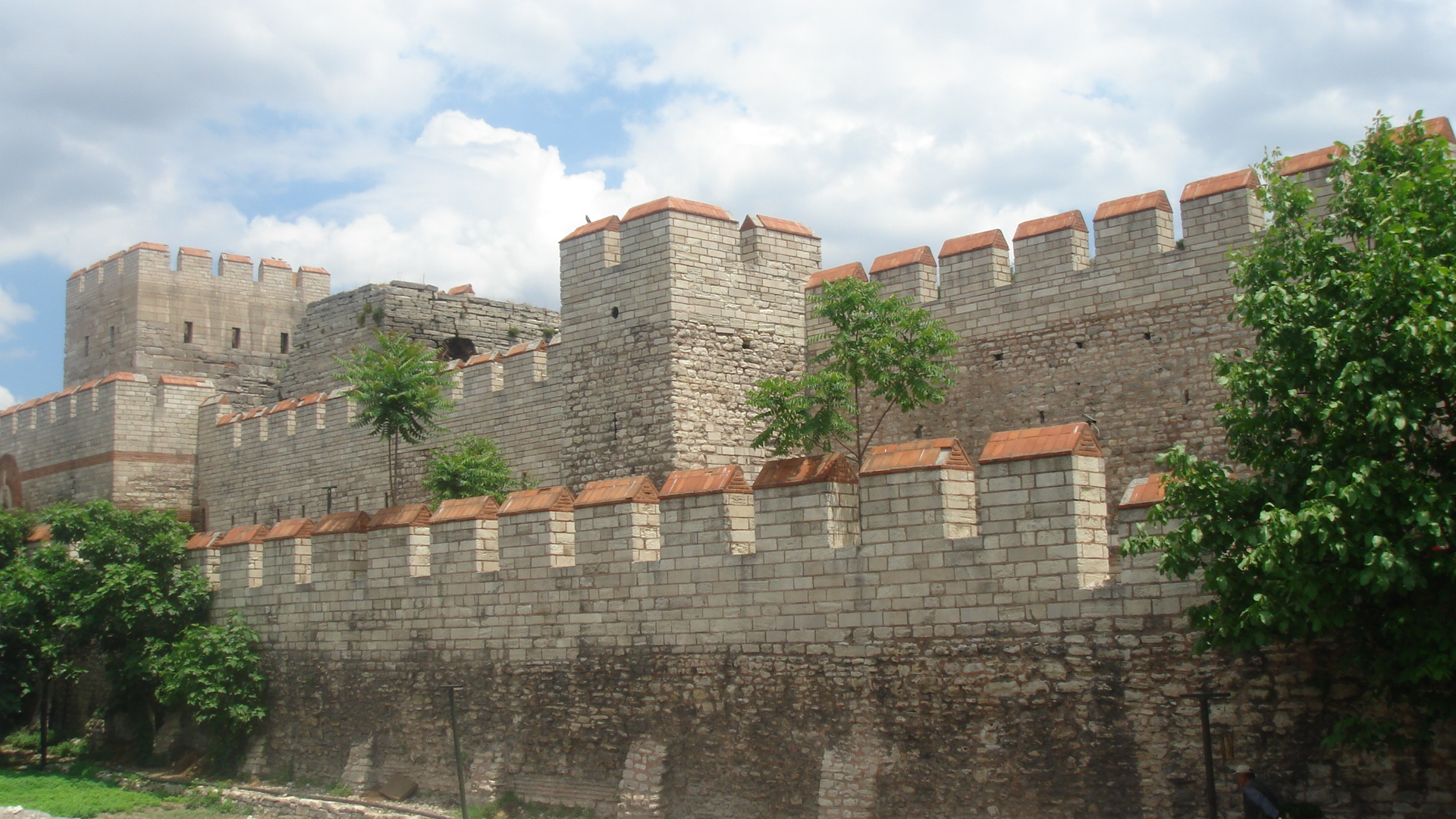
Mury Teodozjusza, które okazały się zaporą nie do sforsowania dla Arabów

15 sierpnia 717 roku Maslama wraz ze swą armią stanął przed Konstantynopolem. 1 września licząca 1800 okrętów flota arabska pod dowództwem Sulajmana podpłynęła pod mury miasta. Już 3 września Bizantyjczycy spalili jednak kilkanaście okrętów za pomocą ognia greckiego. Szturmy Arabów załamywały się na umocnieniach Konstantynopola, a potem przyszła niezwykle sroga zima, 100 dni śniegów i mrozów, które srodze dały się we znaki oblegającej armii. Greckie okręty przecinały arabskie szlaki zaopatrzeniowe, armię kalifatu dosięgnął głód. Wiosną 718 roku przypłynęło 400 ciężkich okrętów i 360 statków z zaopatrzeniem z Egiptu, jednak wielu marynarzy tej floty, chrześcijańskich Koptów, zbiegło do Konstantynopola. Za ich radą cesarz uderzył znienacka na flotę Umajjadów i zniszczył ją ogniem greckim. W dodatku latem 718 roku arabską armię lądową zaatakowali sprzymierzeni z Bizancjum Bułgarzy pod wodzą chana Terweła, którzy dali jej się bardzo we znaki. W związku z powyższym 15 sierpnia 718 roku, w dokładnie rok po rozpoczęciu oblężenia, Maslama odstąpił od miasta. Jego flota została zniszczona przez liczne burze na Morzu Marmara i Egejskim.

## Skutki bitwy
Po zwinięciu oblężenia przez Arabów nie nastał pokój, i Leon III musiał odpierać kolejne najazdy nieprzyjaciela na Azję Mniejszą aż do roku 740, kiedy odniósł decydujące zwycięstwo
pod Akroinon. Jednak zwycięskie odparcie drugiego arabskiego oblężenia przez Bizancjum miało ogromne znaczenie. Zdaniem Benedykta Zientary: "Właśnie obrona Konstantynopola, przeciw któremu kierował się główny atak arabski (a nie epizodyczne zwycięstwo Karola Młota pod Poitiers), zadecydowała o losach Europy i odrębności dalszego rozwoju pokrewnych cywilizacji: zachodniej – chrześcijańskiej i wschodniej – muzułmańskiej, mimo iż wzajemne ich przenikanie trwało nadal".